# G.hn
La G.hn es una especificación para redes domésticas con velocidades de datos de hasta 2 Gbit/s y con operación sobre cuatro tipos de cables de legado: cableado telefónico, cables coaxiales, líneas de eléctricas y fibra óptica plástica. Un solo dispositivo semiconductor G.hn puede conectarse en red a través de cualquiera de los tipos de cables domésticos admitidos. Algunos de los beneficios de un estándar de varios cables son menores costos de desarrollo de equipos y menores costos de implementación para los proveedores de servicios (al permitir la autoinstalación del cliente).